# Panilla hemicausta
Panilla hemicausta là một loài bướm đêm trong họ Erebidae.